# 金練子
金練子（韓語：김연자，1963年5月15日—），前韓國國家羽毛球隊隊員。她是1988年奥运会羽毛球女子雙打冠軍，也是最後一位在全英羽球公開賽贏得單打和雙打冠軍的球員。
1989年，金練子與後來成為國家隊主教練的成漢國結婚。兩人的女兒成池鉉也是羽球運動員。